# 송호초등학교 (경기)
송호초등학교는 대한민국 경기도 안산시에 있는 공립 초등학교이다.

## 학교 연혁
- 2000년 5월 15일: 개교

## 교화
동백꽃 (인내, 큰 꿈 의미)

## 교목
소나무 (지조, 절개 의미)

## 참고 자료
- 송호초등학교 - 한국교육학술정보원 학교알리미